# Panamese bergwinterkoning
De Panamese bergwinterkoning (Troglodytes ochraceus) is een zangvogel uit de familie Troglodytidae (Winterkoningen).

## Verspreiding en leefgebied
Deze soort komt voor in Costa Rica en Panama en telt 2 ondersoorten:
- Troglodytes ochraceus ochraceus: Costa Rica en westelijk Panama.
- Troglodytes ochraceus festinus: oostelijk Panama.